# Глизе 687
Глизе 687 — одиночная звезда в созвездии Дракона. Находится на расстоянии приблизительно 14,8 световых лет от Солнца. Это одна из ближайших к Земле звёзд.

## Характеристики
Глизе 687 представляет собой красный карлик 9,17 видимой звёздной величины. Его масса и радиус равны 40 % и 49 % солнечных соответственно. Температура поверхности звезды составляет приблизительно 3095 кельвинов. Оптические наблюдения за Глизе 687, которые проводились ранее, предполагали наличие крупного звёздного или субзвёздного объекта в системе. Однако дальнейшие исследования с помощью орбитального телескопа «Хаббл» и других инструментов показали, что Глизе 687 не имеет компаньона.

## Планетная система
В начале 2014 года «Автоматический искатель планет» (Automated Planet Finder или APF) − первый в мире 2,4-метровый автоматизированный телескоп, расположенный в Ликской обсерватории (Lick Observatory) на горе Гамильтон в Калифорнии обнаружил планету Глизе 687 b размером с Нептун.